# Samuel Bogumił Linde
Samuel Bogumił Linde (n. 20 aprilie 1771, Toruń - d. 8 august 1847, Varșovia) a fost un lexicograf polonez, lingvist si bibliotecar.

## Biografie
Samuel Linde s-a născut în Toruń fiind cel mai tânăr fiu al lui Jan Jacobsen Linde, maistru tâmplar și consilier orășenesc originar din  Elveția, și al Annei Barbara născută Langenhann. A urmat aceeași Școală Nowamiejska și Școala generală protestantă. A studiat teologia și filosofia la Universitatea din Lipsek. În anul 1791, după doi ani de eforturi, a devenit lector de limba polonă la această instituție. Și-a finalizat studiile în 1792 dobândind titlul de magistri diplomatici la Secția de Filosofie după prezentarea disertației „De solatiis adversus mortis horrores in Platone et Novo Testamento obviis”, care i-a dat dreptul de a preda la aceeași universitate.
Din toamna lui 1792 a început colaborarea cu prizonierii din Regatul Saxoniei veniți din exil răsturnând Constituția de la 3 mai, traducând în limba germană „Întoarcerea solului” și „Biblia Targowicka” a lui Julian Ursyn Niemcewicz, „Despre apariția și căderea Constituției de la 3 mai 1791” a lui Hugo Kołłątaj, Ignacy Potocki și Francisezk Ksawery Dmochowski. Exemplele acestor opere au apărut în Lipsek între anii 1792-1794. Legăturile cu imigranții polonezi, minimalizând peste Linde poziția socială și camaraderească, i-au deschis, în pofida situației politice prezente, o carieră valoroasă care l-a legat permanent de Polonia.
În perioada insurecției lui Kosciuszko s-a mutat la Varșovia în cercul suporterilor lui Ignacy Potocki și Hugon Kołłątaj. După înfrângerea insurecției a devenit bibliotecar al lui Józef Maksymilian Ossolinski în Viena până în anul 1803. În această perioadă a cules material lexicografic de bază pentru opera vieții sale, „Dicționarul de limba polonă”. În 1800 a fost numit membru al Asociației varșoviene a Prietenilor științei, la a cărei operă a contribuit activ după anul 1803.
În anul 1803 a fost investit director la Liceul din Varșovia de către autoritățile prusace – funcție pe care a ocupat-o neîntrerupt până în 1831. La 1 martie 1804 Linde a publicat in limbile polonă și germană prospectul dicționarului de limba polonă. Prețul acestuia a fost foarte mare – 10 ducați ( 180 zloți) pe exemplar de o hârtie de proastă calitate și 12 ducați pe hârtie de mai bună calitate, în anul 1809 prețul pentru ambele exemplare a fost redus la 2 ducați.
Câștigarea abonaților nu a fost ușoară – a strâns în jur de 30 persoane. Mulțumită abonaților și ajutorului sponsorilor aristocratici, în special a lui Adam Kazimierz Czartoryski, șase tomuri de Dicționar al limbii polone au apărut în tiraj foarte mare și anume 1.200 de exemplare în Varșovia între anii 1807-1815. Linde și-a vândut opera până la sfârșitul vieții ( până în 1847). În 1816 țarul Alexandru I a cumpărat de la autor 98 de exemplare din „Dicționarul pentru școli despre Lituania și Ucraina”, care deja a cumpărat mai devreme opera lui Linde grație eforturilor Universității Wilenski, și în special rectorului Jan Sniadecki. A doua ediție a Dicționarului, împreună cu completări, cu efortul lui August Bielowski a apărut în ediția Ossolineum între anii 1854-1861, retipărită în 1951 și 1994-1995.
Conform aprecierii lui Jerzy Michalski:
„Dictionarul, fiind rezultatul unei munci impunătoare și al metodologiei autorului, a constituit o operă științifică extrem de importantă și de durată. A cuprins un vast material de resurse, într-o măsură covărșitoare cuprinsă în tiparele secolelor XVI-XVIII. Cel mai important beneficiu l-au constat numeroasele citate de la sursă aproape la fiecare cuvânt, dezavantajul descrierii biografice a surselor care au stat la bază, câteodată ajunse la date eronate și consecutive ale autorilor. Însă citatele foarte dese au fost departe de realitate.”
Linde a făcut parte din autoritățile școlare ale Ducatului Varșovian: Comisia de Educație- din anul 1807, Comisia Guvernului pentru Afaceri Religioase și Educație Publică- până în 1833, Asociația pentru Cărți Elementare- din 1810 ( președinte între anii 1810-1823). În anul 1812 s-a alăturat Confederației Generale a Regelui Polonez. Între anii 1816-1818 a predat la Universitatea din Varșovia, din 1818 a fost director al Bibliotecii Publice a Universității, extinzându-și înainte de toate colecția de cărți antice. În 1831 Biblioteca a avut în posesie peste 133 de mii de volume- a fost între timp cea mai mare bibliotecă din ținuturile poloneze. În anul 1819,  Linde a strâns, Între timp, din biblioteca instituției bisericești 50 mii de volume.
În plus, a fost președintele Diocezei Luterane (1828-1837), președintele Bisericii Protestante Luterane (1813-1819) și deputat în Parlamentul polonez între 1818 și 1820.
Munca științifică a lui Linde apărută după 1815 a fost de o mare însemnătate pentru acel timp- în care au apărut articole „Despre literatura rusă” (1815-1816), „Despre statutul limbii ruse lituaniene” și mesajul depre tiparul apărut (1816, mai ales 1817), „Despre limba vechilor prusaci”( 1822). Dintre lucrările sale traduse extinse pe larg de către Linde au fost publicate numai cele aparținând lui J.M Ossolinski Vincent Kadłubek,  precum și ale lui Mikołaj Grecz, „Literatura istorică rusă” (1823). Fiind la pensie a lucrat la dicționarul ruso-polon, care a rămas neterminat. Această lucrare pentru un anume timp a prezentat interes puterilor ruse, în schimb a fost criticată de către oamenii de stiință ruși.
În 1826 a fost înnobilat; a primit rangul de nobil ereditar și Blazonul național Dicționar. A fost desemnat cu Ordinul Sfântului Stanisław clasa III, II, I precum și cu Ordinul Sf. Vladimir clasa III din partea țarilor Alexandru I și Mikołaj I. În 1816 a primit medalia de aur oferită în dar de către societate pentru Dicționarul de limba polonă; în 1842 a primit cu ocazia jubileului medalia de aur fondată de către autoritățile Regelui Polonez.
A murit în 1847 și a fost îngropat în cimitirul evanghelic-luteran din Varșovia (aleea 1, nr. 12)

## Familia
Soțiile:
1. Louis Bürger (1786-1823), fiica unui precupeț varșovian.
2. Louis Aleksandra Nussbaum (1800-1836), elvențiancă, o prietenă a lui Chopin.

Linde a avut doisprezece copii, dintre care 8 au murit în copilărie. Fetele care au rămas, Louis Dominika Eleonora (1815-1900); soția arhitectului varșovian Józef Gorecki, fondatorul bursei S.B. Linde.
- Anna Zofia Leona (1820-1871), fiica unui farmacist radomski Xavier Brandt.
- Louis Emilia Izabela (1826-1857) a fost soția cunoscutului pastor, Fr. Leopold Otto
- Alexandr Jozef Tekel (1831-1896), soția lui Mateusz Mauryce Karasowski, muzician, autorul primei monografii a lui Frederyk Chopin.

## Opera lui Linde
- Samuel Bogumił Linde: Autobiografia din anul 1823. Pregătire și introducere de Marian Ptaszyk. ISBN 83-231-1150-2.. Mod de acces http://kpbc.umk.pl/dlibra/docmetadata?id=25912.
- Eine biographische Skizze, bedruckt den Carl Berold Wien 1823. Mod de acces http://kpbc.umk.pl/dlibra/docmetadata?id=26441. Mod de acces http://kpbc.umk.pl/dlibra/docmetadata?id=25912.
- Eine biographische Skizze, bedruckt den Carl Berold Wien 1823.
- Nähere Nachricht von dem versprochenen Polnisch-Deutschen und Deutsch-Polnischen Handwörterbuche. Chursürstl. Sächsischen Zeitungs-Expedition; Expedition dieser Zeitung, Jena, Leipzig 1797. Mod de acces http://kpbc.umk.pl/dlibra/docmetadata?id=26444.
- Nähere Nachricht von dem versprochenen Polnisch-Deutschen und Deutsch-Polnischen Handwörterbuche. Chursürstl. Sächsischen Zeitungs-Expedition; Expedition dieser Zeitung, Jena, Leipzig 1797 Mod de acces http://kpbc.umk.pl/dlibra/docmetadata?id=26444.
- Nachtrag zu der, in der 41sten Numer des Intelligenzblattes der A. L. Z. gegebnen "Nähere Nachricht von dem versprochenen Polnisch-Deutschen und Deutsch-Polnischen Handwörterbuche", Sächsischen Zeitungs-Expedition; Expedition dieser Zeitung, Jena, Leipzig 1798. Tryb dostępu: http://kpbc.umk.pl/dlibra/docmetadata?id=26445.
- Nachtrag zu der, in der 41sten Numer des Intelligenzblattes der A. L. Z. gegebnen "Nähere Nachricht von dem versprochenen Polnisch-Deutschen und Deutsch-Polnischen Handwörterbuche", Sächsischen Zeitungs-Expedition; Expedition dieser Zeitung, Jena, Leipzig 1798. Mod de acces http://kpbc.umk.pl/dlibra/docmetadata?id=26445.
- De solatiis adversvs mortis horrores in Platone et Novo Testamento obviis commentatio, qvam ex avctoritate amplissimi Philosophorum Ordinis a. d. XXVI. Maii… MDCCXCII… ervditorvm examini svbiiciet M. Samvel Gottlieb Linde Lingvae Polonicae Lector Pvblicvs adsvmto socio Christiano Weisio Lipsiensi, SS. Litt. cvltore, Weise, Christian (współtwórca) ex officina Klavbarthia, Lipsiae (Lipsk) 1792. Tryb dostępu: http://kpbc.umk.pl/dlibra/docmetadata?id=25772.
- De solatiis adversvs mortis horrores in Platone et Novo Testamento obviis commentatio, qvam ex avctoritate amplissimi Philosophorum Ordinis a. d. XXVI. Maii… MDCCXCII… ervditorvm examini svbiiciet M. Samvel Gottlieb Linde Lingvae Polonicae Lector Pvblicvs adsvmto socio Christiano Weisio Lipsiensi, SS. Litt. cvltore, Weise, Christian ( coautor) ex officina Klavbarthia, Lipsiae (Lipsk) 1792 Mod de acces http://kpbc.umk.pl/dlibra/docmetadata?id=25772.
- Praenumerations-Anzeige meines Wörterbuchs der Polnischen Sprache, [s.n.] Warszawa 1804. Mod de acces http://kpbc.umk.pl/dlibra/docmetadata?id=26442.
- Praenumerations-Anzeige meines Wörterbuchs der Polnischen Sprache, [s.n.] Warszawa 1804. Mod de acces http://kpbc.umk.pl/dlibra/docmetadata?id=26442.
- Despre limba vechilor prusaci: colectia de opere a profesorului Vater. Tipărit de Librarul Pijara Varșovia 1822 Mod de acces  http://kpbc.umk.pl/dlibra/docmetadata?id=26439.
- Dicționarul limbii polone Tipografia XX. Pijara, Varșovia 1807-1814. Copie digitală accesibilă în Biblioteca Digitală Kujawasko-Pomorski KPBC. Librarii Pijara Varșovia 1822. Mod de acces http://kpbc.umk.pl/dlibra/docmetadata?id=26439
- Despre statutul lituanian: limba rusă și știrile publicate și tipărite: cu 2 tipare stiinșifice și tipărite de către tipografii și librarii privilegiați de la Curtea Regală Poloneză, Zawadzki și Wecki. Varșovia 1816. Mod de acces http://kpbc.umk.pl/dlibra/docmetadata?id=26440.
- Relația lui Samuel Bogumił Linde cu „călătoria cărții” pe pamânturile din Sieradz. SBP Łódź, Sieradz 1993. Broszura. Tryb dostępu: http://kpbc.umk.pl/dlibra/docmetadata?id=26437.
- Kołłątaj, Hugo (1750-1812); Dmochowski, Franciszek Ksawery (1762-1808); Potocki, Ignacy (1750-1809), Współtwórca: Linde, Samuel Bogumił (1771-1847), Vom Entstehen und Untergange der polnischen Konstitution vom 3ten May 1791, Gerhard Fleischer, J.G.I. Breitkopf, Leipzig 1793. Mod de acces: http://kpbc.umk.pl/dlibra/publication?id=1666